# 라파엘 알베르티

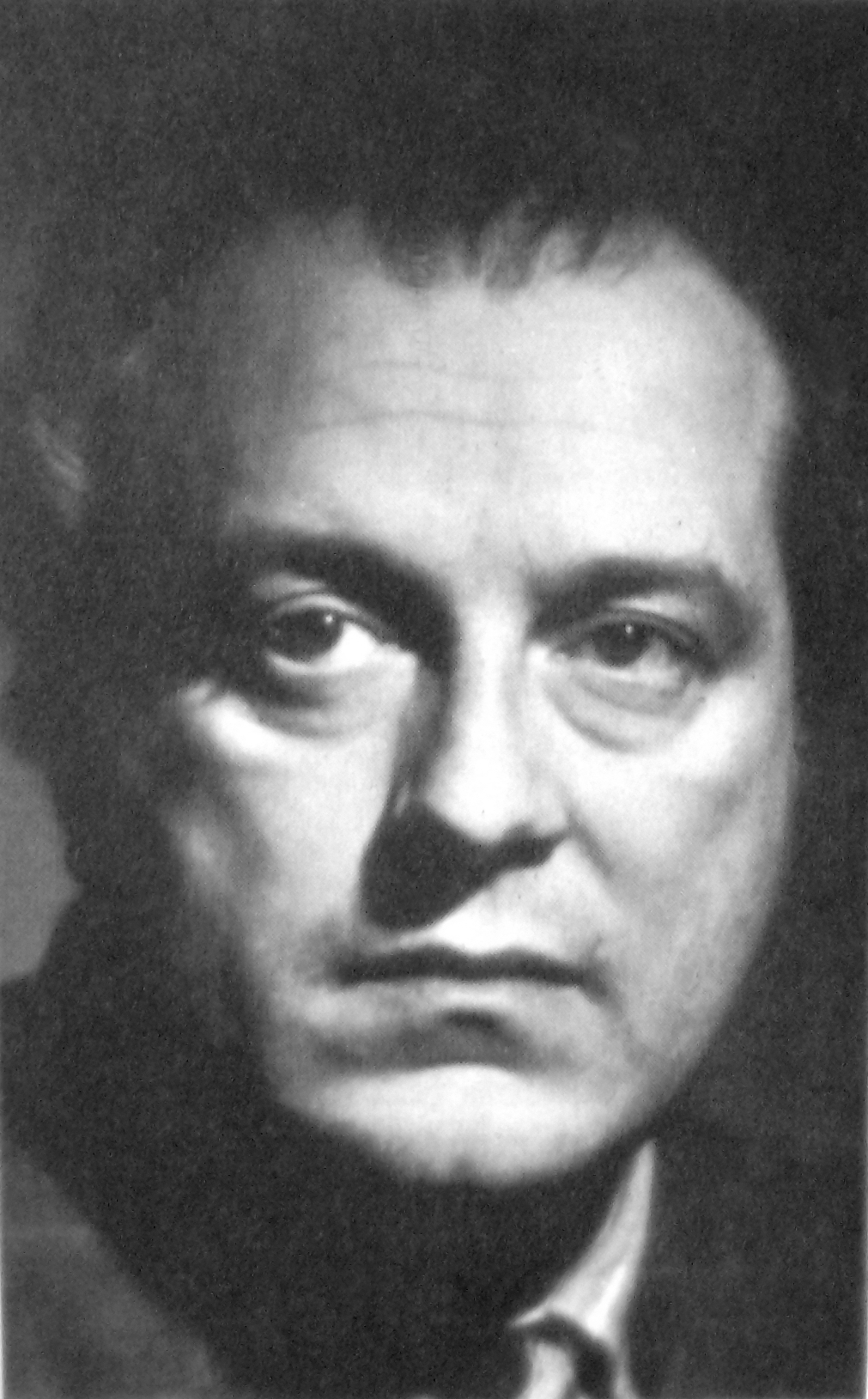
라파엘 알베르티

라파엘 알베르티(Rafael Alberti Merello, 1902년 12월 16일 ~ 1999년 10월 28일)는 스페인의 극작가다.
정치운동으로 에스파냐에서 추방되어 아르헨티나에 정착했으나 연극의 사회성·정치성을 강조하였고, <페르민 가란>(1931)은 독재정치에 대한 저항을 주제로 하고 있다.

## 생애
1902년 스페인 남서부에 위치한 카디스 지방의 푸에르토 데 산타마리아에서 부유한 상인의 아들로 태어났다. 혼란스러운 정세 가운데 1931년 공산당 당원이 되면서 자신의 정치색을 분명히 했고, 문인으로 활동하면서도 적극적으로 정치적 목소리를 냈다. 내전 중에는 사회주의 세력이 연합한 인민전선파에 가담했지만 1939년 반란군인 프랑코의 국민전선파가 승리를 거두고 독재가 시작되자 프랑스를 거쳐 아르헨티나로 망명을 떠났다. 1961년 이후에는 이탈리아에서 살다가 프랑코 사후 2년 만인 1977년 스페인으로 돌아갔고, 곧바로 공산당 소속으로 의원에 당선되고 카디스 지역의 대표가 되기도 했다. 하지만 4개월 만에 사퇴하고 창작에 전념하여 1983년에는 세르반테스상을 수상했고 1999년, 고향에서 생을 마감했다.